# Deathmatch

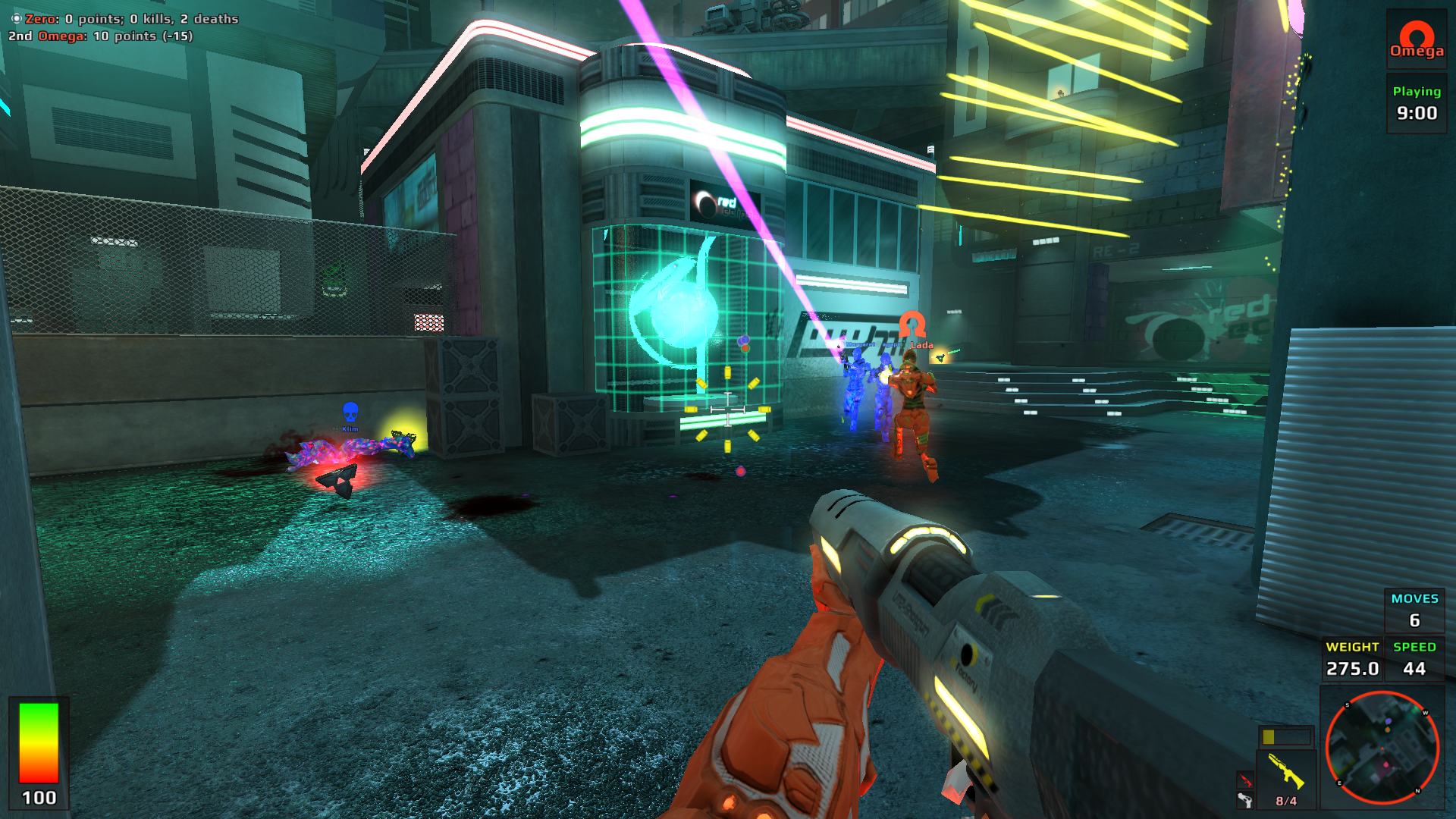

Una partida a muerte (en inglés deathmatch) o todos contra todos (en inglés free-for-all o FFA), es una modalidad de los videojuegos multijugador consistente en eliminar a los contrincantes mediante las armas propias del juego en un escenario cerrado preparado a tal efecto llamado arena. Tiene lugar principalmente en el género conocido como juegos de disparos en primera persona y el ganador suele ser aquel que mata a un número de oponentes preestablecido, el que más oponentes mata antes de que termine el tiempo de la partida o, en última instancia, el último que quede vivo.

## Descripción
Los deathmatches son partidas multijugador orientadas a enfrentar entre sí a todos los jugadores de manera individual o bien por equipos, siendo habitualmente dos el número de equipos. 
Suelen incluirse en videojuegos de disparos en primera persona como Quake y Half-Life y se utiliza las armas del videojuego y sus escenarios, adaptados a las necesidades del enfrentamiento.
Para jugar una partida a muerte, es preciso conectarse a un servidor, que puede ser o no un jugador, aceptar sus reglas y, a veces, disponer de un software adicional destinado a prevenir posibles irregularidades o trampas por parte de jugadores. PunkBuster y Renguard son ejemplos de este tipo de programas.
El objetivo del es conseguir el mayor número de muertes ocasionadas a los oponentes, denominados comúnmente bajas o asesinatos. Los jugadores una vez muertos, vuelven a resurgir tras un período de tiempo que depende del juego y del servidor, conocido como reaparición. Al igual que las muertes a los contrincantes, las muertes propias se cuentan, y si un jugador por descuido se mata a sí mismo o mata a un compañero de equipo se le resta una baja.
Cuando un jugador cae abatido normalmente deja junto al cuerpo el arma que estaba usando con su munición, siendo aprovechable por otro jugador. En los mapas también suele haber armas dispuestas para ser recogidas y botiquines para disposición de los jugadores, y pasado un tiempo una vez que han sido recogidos vuelven a reaparecer. Los mapas pueden incluir también elementos interactivos que hacen que el juego sea más peligroso, como la cámara barométrica que había en la cárcel de Unreal, o los aspersores de aire de Jedi Knight. El ganador es el jugador o equipo que al final del tiempo de juego consiga tener más bajas.
Existe una gran cantidad de juegos a muerte, siendo Quake su principal precursor y exponente a mediados de los noventa.

## Historia, cambios importantes

### Doom
El primer juego de disparos en primera persona que incluía el modo deathmatch fue el Doom original de la compañía id Software. Solo podían participar hasta cuatro jugadores y debían usar una red local.

### Quake III: Arena
El Quake III en su modo deathmatch tiene premios cada vez que se termina un nivel:
- "Perfect!": se gana cuando el usuario no ha sido matado ni una sola vez en ese nivel.
- "Impressive!": se obtiene por la puntería del usuario con el arma railgun.
- "Humiliation!": si se mata al contrario sin arma de fuego.
- "Accuracy": teniendo más del 75 % de proporción de acertados-lanzados en los tiros.
- "Excellent": haciendo 2 bajas en menos de dos segundos.
- "Frags": cada 100 bajas.

### Unreal
Con el juego Unreal creado por Epic Games en 1998, las reglas fueron mejoradas con unos mejoras que fueron más aceptadas:
- Protección de reaparición que proporciona de dos a cuatro segundos de invulnerabilidad al reaparecer.
- Rastreo de causa de suicidio, que busca el causante de la muerte de un jugador, aparentemente por suicidio, como la cámara de gas, y le proporciona la muerte a este y no le resta al jugador muerto una baja.

### Unreal: Tournament
- Contador de logros de combate, que lleva un contador de la precisión de disparo con cada arma, los tiros a la cabeza y las racha de asesinatos.
- Muertes consecutivas: cuando un jugador mata a otro rival dentro de los cinco segundos siguientes de haber matado a otro.

### Halo 3
Aunque no innova mucho en el multijugador, Halo 3 incluye algunas mejoras al juego.
- Medallero: por matar a un enemigo de un tiro en la cabeza con un rifle de precisión, o por atropellar a un enemigo, el jugador recibirá medallas. Existen una amplia variedad, y podrán hacer que el jugador gane una posición en la clasificación al acabar la partida. En Halo 3 la clasificación al final de una partida puede verse según el número de muertes o según el número de medallas.
- Uso de la física: si el jugador lanza un objeto desde una gran altura y este cae sobre un enemigo, el jugador ganará una medalla y un punto a su contador de muertes. Esto no solo incluye cajas, sino también vehículos guiados por la inercia, objetos movidos por explosiones, etc.
- Abordaje: si el jugador se acerca a un vehículo con un enemigo dentro, podrá abordarlo echando al jugador del asiento de conductor o de pasajero y tomando el control absoluto del vehículo, además de ganar una medalla.
- Racha asesina: si el jugador mata más de cinco personas sin morir ganará esta medalla. Si el jugador para la racha asesina de un enemigo, ganará la medalla Aguafiestas.

### Half Life Deathmatch Classic
Fue un juego lanzado en 1996 con el Half Life que era, según los desarrolladores, un tributo al Quake. En todo aspecto, era igual al Quake, por eso fue opacado por el Quake 3 Arena